# Джабраилова, Татьяна Егоровна
Татья́на Его́ровна Джабраи́лова (род. 14 марта 1965, Симферополь), в девичестве Полови́нская — советская и украинская бегунья-стайер.

## Карьера
Воспитанница симферопольской школы стайерского бега, чемпионка СССР 1988 года в марафоне, воспитанница тренера Алексея Дубовика. Участница женского марафона на Олимпийских играх 1988 года в Сеуле, заняла четвёртое место. Она уступила немке Карин Дерре лишь 40 секунд в борьбе за «бронзу». Её результат (2:27:05) позже стал национальным рекордом Украины почти на восемнадцать лет. Он был побит 26 марта 2006 года Татьяной Гладирь в Риме: 2:25:44.

## Спортивные достижения
| 1988 | Олимпийские игры | Сеул | 4-я | 2:27:05 |
| 1997 | Венский марафон  | Вена | 1-я | 2:30:50 |